# Graham Greene (Schauspieler)

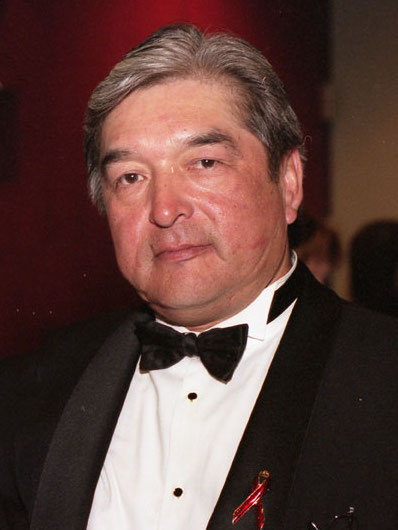
Graham Greene (1998)

Graham Greene CM (* 22. Juni 1952 in Ohsweken, Six-Nation-Reservat, Ontario) ist ein kanadischer Schauspieler.

## Leben
Graham Greene stammt von den Oneida-Indianern ab. Er wurde als Sohn von Lilian und John Greene im Six-Nation-Reservat in Ontario geboren. In seiner Jugend wollte er zunächst nicht Filmschauspieler werden und arbeitete in den 1970er Jahren erst als Toningenieur für kanadische Rockbands aus Neufundland und Labrador. Im Jahr 1974 schloss Greene eine Ausbildung bei der Centre for Indigenous Theatre’s Native Theatre School in Toronto ab und begann Schauspielerfahrung in Toronto und England zu sammeln.
1983 hatte Greene sein Spielfilmdebüt in dem Sport-Drama Run For Your Life – Ein Sioux siegt für seine Brüder (Original-Titel: Running Brave). 1985 hatte er eine kleine Rolle neben Al Pacino in Revolution.
Weltweit bekannt wurde er 1990. An der Seite von Kevin Costner spielte er Strampelnder Vogel (Kicking Bird) in Der mit dem Wolf tanzt und wurde für den Oscar nominiert.
In der Folgezeit hatte Greene regelmäßig wichtige Nebenrollen in Hollywood-Produktionen (z. B. Maverick – Den Colt am Gürtel, ein As im Ärmel oder The Green Mile) und Gastauftritte in verschiedenen TV-Serien wie L.A. Law – Staranwälte, Tricks, Prozesse, Mord ist ihr Hobby, Outer Limits – Die unbekannte Dimension oder Ausgerechnet Alaska.
Obwohl Greene aufgrund seiner Herkunft in Filmen häufig indigene Rollen spielt, sieht er sich nicht als Vertreter oder Sprecher der indigenen Gemeinschaft.
Neben seiner Tätigkeit für Film und Fernsehen ist Greene auch Bühnenschauspieler.

## Filmografie (Auswahl)

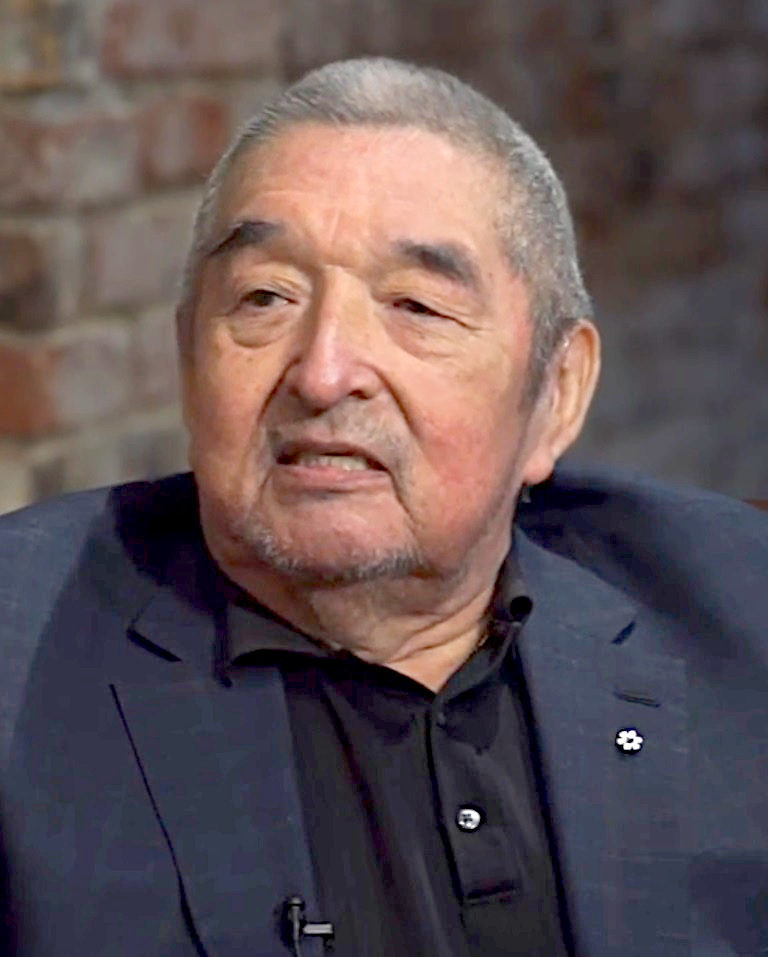
Greene im Jahr 2022

- 1983: Run For Your Life – Ein Sioux siegt für seine Brüder (Running Brave)
- 1985: Revolution
- 1988: Zwei Cheyenne auf dem Highway (Powwow Highway)
- 1989: Allein in der Wildnis (Lost in the Barrens)
- 1990: Der mit dem Wolf tanzt (Dances with Wolves)
- 1991: Die Rache des Wolfes (Clearcut)
- 1992: Halbblut (Thunderheart)
- 1992: Lautloser Regen (Rain Without Thunder)
- 1992, 1994: Mord ist ihr Hobby (Murder, She Wrote, Fernsehserie, 2 Folgen)
- 1993: Spirit Rider
- 1993: Im Bann des Zweifels (Benefit of the Doubt)
- 1993: Cooperstown – Auf den Straßen der Erinnerung (Cooperstown)
- 1993: The Broken Chain
- 1993: North – Eltern nach Maß (North of 60, Fernsehserie, Folge 1x11)
- 1994: Hucks unglaubliche Reise (Huck and the King of Hearts)
- 1994: Abenteuer in der Wildnis (Savage Land)
- 1994: Maverick – Den Colt am Gürtel, ein As im Ärmel (Maverick)
- 1994: Camilla
- 1994: Verloren in Alaska (Rugged Gold)
- 1995: Stirb langsam: Jetzt erst recht (Die Hard with a Vengeance)
- 1996: Outer Limits – Die unbekannte Dimension (The Outer Limits, Fernsehserie, Folge 2x18)
- 1996: Lederstrumpf – Der Indianer-Scout (The Pathfinder)
- 1996: Sabotage – Dark Assassin (Sabotage)
- 1996: Stirb für mich (Dead Innocent)
- 1997: Hiawatha – Eine indianische Legende (Song of Hiawatha)
- 1997: Indianersommer – Die Abenteuer des kleinen Indianerjungen Little Tree (The Education of Little Tree)
- 1997: The Hired Heart
- 1997: Wounded
- 1998: Shattered Image
- 1998: PSI Factor – Es geschieht jeden Tag (PSI Factor – Chronicles of the Paranormal, Fernsehserie, Folge 3x03)
- 1999: Grey Owl
- 1999: The Green Mile
- 2001: Lost and Delirious
- 2002: Skins
- 2002: Snowdogs – Acht Helden auf vier Pfoten (Snow Dogs)
- 2005: Transamerica
- 2005: Into the West – In den Westen (Into the West, Miniserie, Folge 1x03)
- 2005: Wild-West-Biking (Buffalo Dreams)
- 2006: A Lobster Tale
- 2007: All Hat
- 2009: New Moon – Biss zur Mittagsstunde (The Twilight Saga: New Moon)
- 2010: Casino Jack
- 2010–2011: Being Erica – Alles auf Anfang (Being Erica, Fernsehserie, 5 Folgen)
- 2013–2015: Defiance (Fernsehserie, 28 Folgen)
- 2013: Chasing Shakespeare
- 2013: Maïna – Das Wolfsmädchen (Maïna)
- 2013: Atlantic Rim
- 2014: Winter’s Tale
- 2014–2017: Longmire (Fernsehserie, 12 Folgen)
- 2017: Wind River
- 2017: Die Hütte – Ein Wochenende mit Gott (The Shack)
- 2017: Molly’s Game – Alles auf eine Karte (Molly’s Game)
- 2018: The Detour (Fernsehserie, 3 Folgen)
- 2018: Angel – I Will Find You (We Are Boats)
- 2019: Goliath (Fernsehserie, 7 Folgen)
- 2019: Astronaut
- 2021: American Gods (Fernsehserie, 1 Folge)
- 2021: Antlers
- 2021: Der Wolf und der Löwe (Le loup et le lion)
- 2022: 1883 (Fernsehserie, 1 Folge)
- 2023: The Last of Us (Fernsehserie, 1 Folge)
- 2024: Echo (Fernsehserie)

## Auszeichnungen (Auswahl)
- 1991: Nominierung für den Oscar als bester Nebendarsteller für Der mit dem Wolf tanzt
- 1994: Gemini Award bester Darsteller in einem Programm für jugendliche Zuschauer The Adventures of Dudley the Dragon
- 2004: Nominierung für den Gemini Award in einem Programm für jugendliche Zuschauer North of 60
- 2004: Gemini Award „Earle Grey Award“ Auszeichnung für das Lebenswerk
- 2013: Nominierung für den American Indian Movie Award als bester Nebendarsteller für Chasing Shakespeare
- 2015 Ernennung zum Member des Order of Canada